# Adaro (DJ)

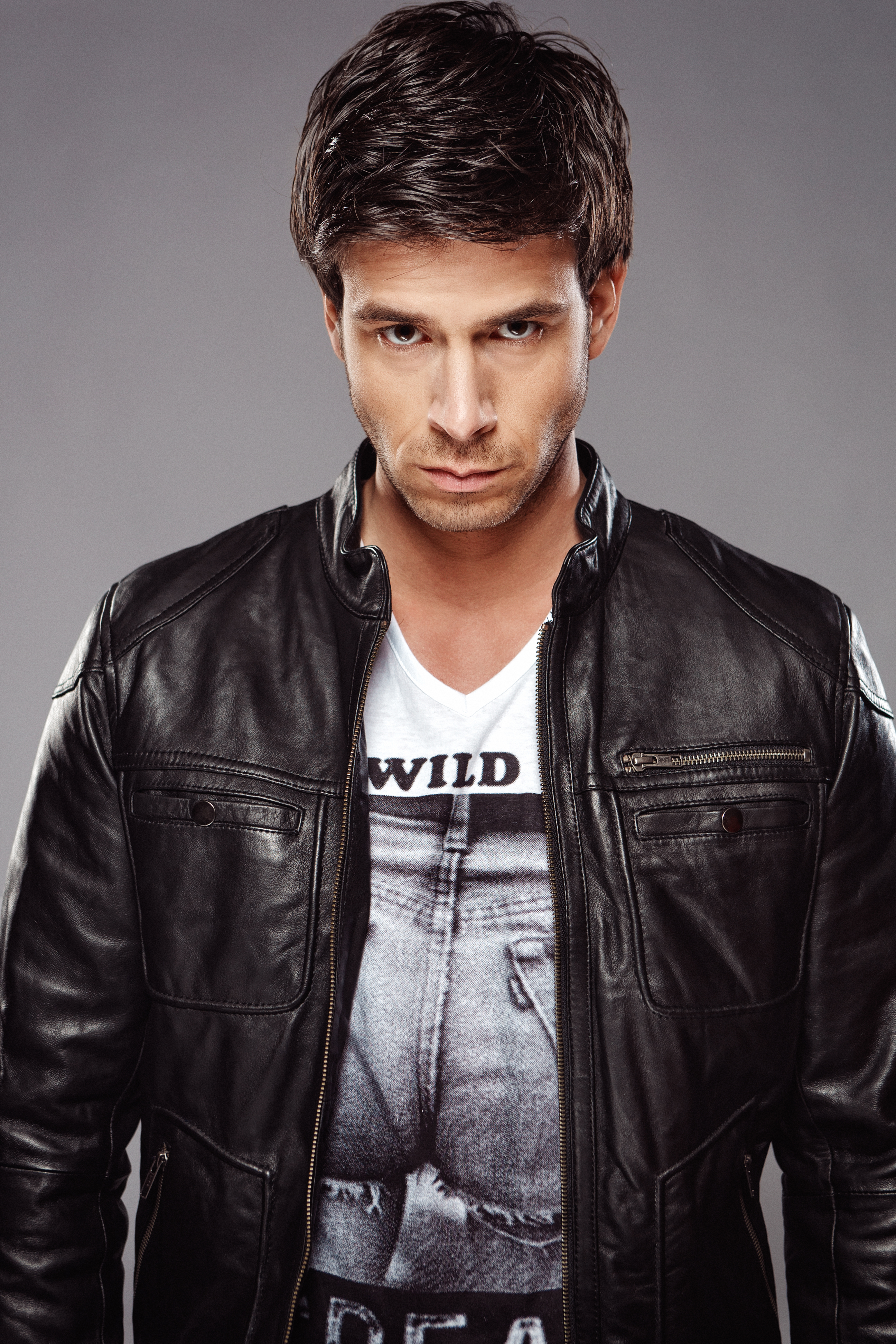
Adaro

Adaro (* 29. Juli 1980 in den Niederlanden, bürgerlich Thijs Ploegmakers) ist ein niederländischer Hardstyle-DJ. Zusammen mit Ran-D bildet er das Duo Gunz for Hire. Er lebt in Schaijk.

## Leben
Nachdem er 1993 Thunderballs Bonzai Channel One gehört hatte, stand für ihn der Entschluss fest, selbst Musik produzieren zu wollen. 2000 begann er damit, verschiedenste elektronische Musikrichtungen zu produzieren. 2008 begann er zusammen mit Ran-D Musik zu machen und Anfang 2009 erschien ihr erster gemeinsamer Track beim Label A² Records.
Ploegmakers trat bei vielen verschiedenen Hardstyle-Festivals auf, unter anderem auf der Defqon.1, Q-Base, The Qontinent und Dreamfields. Für das Hardbass Festival 2018 komponierte er gemeinsam mit E-Life die offizielle Hymne der Veranstaltung mit dem Titel Black Rain.
Weitere Auftritte spielte er unter anderem dem Syndicate Festival in Deutschland, dem Lake Festival in Österreich, dem Paaspop in den Niederlanden, dem Electric Daisy Carnival in den Vereinigten Staaten, dem Mysteryland in den Niederlanden und dem Airbeat One in Deutschland.

## Diskografie

### Alben
- 2013: Frontliner, Adaro, Partyraiser – Thrillogy

### Singles & EPs
- 2002: Vank vs. Adaro – Aquaplanning
- 2009: Ran-D vs. Adaro – My Name is Hardstyle

### DJ Mixes
- 2013: B-Front & Adaro – Qapital

### Sonstige Veröffentlichungen
- 2010: Ran-D & Adaro – Under Attack / Struggle For Existence
- 2011: Adaro / Alpha² - Unleashed – Album Sampler 005
- 2011: E-Force (2) / Gunz For Hire a.k.a. Ran-D & Adaro – Unleashed – Album Sampler 004
- 2011: Adaro / E-Force (2) & Luna* - Unleashed – Album Sampler 002
- 2012: No Time To Sleep
- 2012: The Italian Tribute
- 2012: The R3belz & Adaro – Air (Dance Air Anthem 2012)
- 2013: Gunz For Hire aka Ran-D & Adaro – Gangsters Don’t Dance (Noisecontrollers & Alpha² Remix)
- 2013: Adaro & Digital Punk – Natural Born Killers
- 2013: B-Front & Adaro – Worth Fighting For (Official Qapital 2013 Anthem)
- 2013: Digital Punk & Adaro – Everyday
- 2015: Adaro – Raggamuffin / My Soul to Take
- 2015: Adaro & Rob Gee – Dark Universe

## Auszeichnungen
- 2010: Hardtraxx Top of 2010: Platz 2 mit Ran-D & Adaro – Under Attack
- 2013: DJ Magazine Top 100: Platz 75[6]